# Lake megye (Tennessee)
Lake megye az Amerikai Egyesült Államokban, azon belül Tennessee államban található. Megyeszékhelye és legnagyobb városa Tiptonville. Lakosainak száma 7005 fő (2020. április 1.). Lake megye Fulton, Dyer, Obion, Pemiscot és New Madrid megyékkel határos.

## Népesség
A megye népességének változása:
| Lakosok száma | 7819 | 7782 | 7729 | 7731 | 7576 | 7005 |
|               | 2010 | 2011 | 2012 | 2013 | 2015 | 2020 |